# Souterrain von Donaghmore
Das komplexe, H-förmige Souterrain von Donaghmore liegt im Townland Donaghmore (irisch An Domhnach Mór) etwa 3,6 km westlich von Dundalk und südlich der Souterrains von Newtownbalregan und Farrandreg im County Louth in Irland. Es ist eines von 14 Souterrains, die bis 1998 im souterrainreichen County Louth in Irland ausgegraben wurden. 
Bei Souterrains wird zwischen „earth-cut“, „rock-cut“, „mixed“, „stone built“ und „wooden“ (z. B. Coolcran, County Fermanagh) Souterrains unterschieden. Das auf der unteren Ebene insgesamt etwa 40 m lange, auf einer zweiten Ebene etwa 30 m lange Souterrain ist das längste im County Louth. Es wurde 1960 beim Bau des Louth County Council Cottage entdeckt und von Etienne Rynne ausgegraben. Er fand mehrere Gänge, eine Grube und zwei Postlöcher, außerdem Scherben von Souterrain Ware, eine Bronzenadel, einen Schleifstein und Eisenschlacke.
Das „stone built“ Souterrain von Donaghmore hat einen H-förmigen Hauptkomplex aus drei geraden unterirdischen Tunneln aus Trockenmauerwerk mit einer Breite und Höhe von etwa 1,0 m und einer Decke aus Steinplatten. An den Stirnwänden der drei unteren Gänge befinden sich Belüftungsschächte. Etwa 4,0 m vom Ende des dritten Ganges gibt es eine Lücke im Dach als Zugang zum vierten Gang. Der Gang ist etwa  4,0 m lang und verläuft auf einer höheren Ebene. In der Nähe des Endes befindet sich ein Schlupf, der zu einem fünften Gang führt, der etwa 20 m in die gleiche Richtung verläuft.

## Zweck
Der Zweck der Souterrains ist seit der Ausgrabung von Windwick nicht mehr völlig unbekannt. Interpretationen als Verteidigungsanlagen, Ställe oder Vorratsspeicher wurden verworfen. Am wahrscheinlichsten ist eine kultische Funktion.

## Souterrain Ware
Funde in Souterrains sind selten. Jedoch fand sich in mehreren, z. B. Downview, in Westpark, in der Nähe von Belfast, flache Keramik, welche, obwohl nicht datierbar, im nordöstlichen Teil der Insel offenbar aus frühchristlicher Zeit stammt. Sie wird Souterrain Ware genannt, obwohl sie in Ringforts wie Lissue und Ballyaghagan im County Antrim und in Crannógs wie dem im Lough Faughan im County Down oder in Siedlungen zahlreicher vertreten ist.
Das Souterrain von Donaghmore ist ein National Monument.